# Fatima Soudi bint Abderremane

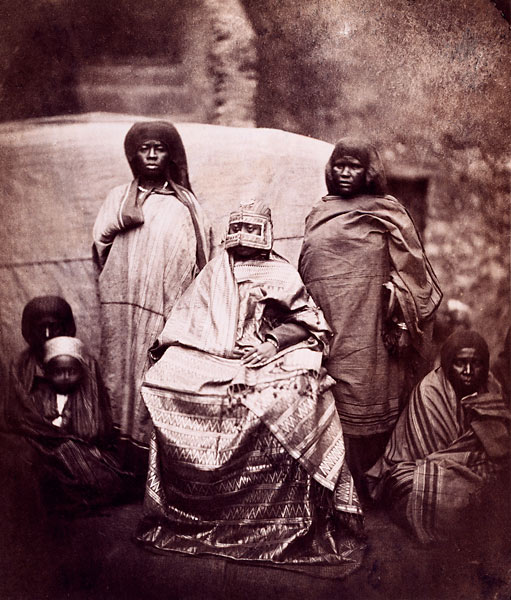
La reina Fatima, acompañada de Mohamed en atuendo de ceremonia en 1863 por Deseado Charnay

Fatima Soudi bint Abderremane, nacida a Ouallah a Mohéli hacia 1836 y fallecido en 1878, ha sido sultana sultane o djombé de Mohéli a partir de 1849. Hija de dos príncipes malgaches, Ramanetaka Ramanetaka y Rovao, emparentados de cerca a la familia real Merina Merina de Madagascar.

## Biografía
Los Franceses, jefes de Mayotte desde 1841, intentan extender su dominio sobre Mohéli como lo hicieron en Anjouan. Cuando su madre se convirtió en djumbé y se volvió a casar en 1843, Francia intervino y puso fin a la relación de vasallaje que unía al Sultanato con la de Zanzíbar y la de Muscat, aliado de Gran Bretaña. En 1847, el gobernador de Mayotte confía la joven reina a una maestra institutriz criolla, la Sra. Droit. Fátima se occidentaliza gradualmente, especialmente en la forma en que se viste. En 1849 hereda el trono.
En 1851, los notables de la isla proponen un matrimonio con el príncipe Saïd Mohammed Nasser M'kadara de Zanzíbar. Ella se opone y la población interpreta esta decisión como el rechazo a casarse con un musulmán. La población se amotina. La gobernadora es juzgada responsable y tiene que abandonar la isla en octubre de 1851. Fátima se ve obligada a aceptar y en 1852 va a Zanzíbar para casarse. A partir de entonces, adopta las costumbres árabes relativas a las mujeres, pero conserva el poder. Cuando, alrededor de 1860, el príncipe regresó de un viaje a su isla natal, se le denegó la entrada al palacio. Fátima pidió ayuda a Francia contra el partido de Zanzíbar. Los problemas estallan en febrero y noviembre de 1861, con la intervención de la armada francesa. M'kadara encuentra la muerte en condiciones sospechosas, una vez que vuelve la calma. Tenía tres hijos con la reina.  El príncipe Saidi Omar de Anjouan, acuerda casarse con Fátima, pero el matrimonio no durará. En 1865, Fatima firma un contrato de explotación con Joseph Lambert que desea crear una plantación de azúcar en la isla y adquiere el 42% de la superficie cultivable de la isla . Rápidamente, se les presta una aventura.
En 1867, la reina abdicó a favor de su hijo Mohamed, que se apresuró a denunciar el contrato, que parece injusto.  Lambert apela a Francia y la marina francesa bombardea Mohéli, Djoumbé Fatima se fuga a Zanzíbar. Desde allí,  va a París y solicita la intervención del emperador Napoleón III. A Mohéli, Lambert se hace tutor de Mohamed. Su madre vuelve sin resultado concreto y, ante la agitación de la población, la marina arrasa Fomboni casi totalmente el 3 de juin de 1871 de junio de 3 de juin de 1871 Fatima acepta su derrota. Lambert muere el 22 de septiembre de 1873 y Mohamed en 1874. Fátima vuelve al trono. Émile Fleuriot de Langle es nombrado gerente de la propiedad de Joseph Lambert; Fleuriot de Langle y ella tendrán dos hijos, incluyendo a Salima Machamba, la última reina de Moheli.